# خالدیه (لبنان)
خالدیه یک منطقهٔ مسکونی در لبنان است که در شهرستان زغرتا واقع شده‌است.